# Iglesia de Santa María La Real (Sasamón)
La Iglesia de Santa María la Real de Sasamón,  es un templo de grandes dimensiones.
Es el tercero en tamaño de la provincia de Burgos después de la Catedral de Burgos y de la Iglesia de la Asunción de Melgar de Fernamental.

## Historia
A mediados del siglo XIII la iglesia primitiva, levantada gracias a las donaciones de Alfonso VII, se sustituyó por el actual edificio.
Se construyó entre los siglos XII y XVII. Tiene elementos románicos (portada occidental y nave de la epístola), pero su estilo predominante es el gótico (crucero, cabecera con cinco capillas poligonales, portada sur).
Fue sede episcopal en la época altomedieval. Posteriormente pasó a depender de la sede episcopal de Burgos y, durante un tiempo, los obispos de Burgos se llamaron obispos de Burgos y Sasamón.
En el siglo XV se construyó el claustro, considerado obra de Juan de Colonia, destacando sus capiteles. Hacia 1504 se añadieron la nave sur y la portada de San Miguel.

## Estructura
Se compone de dos partes: una cabecera de grandes dimensiones, con un crucero de brazos muy largos, y cinco capillas en él (tipo abacial cisterciense) y un cuerpo de 3 naves y 5 tramos de pequeño tamaño.
El crucero tiene 2 naves de igual altura. En los elementos la identidad con los de la Catedral burgalesa salta a la vista, sobre todo con la Puerta del Sarmental. 
El tímpano presenta un Pantocrátor rodeado del Tetramorfos; en el dintel aparecen los apóstoles. Otra de las puertas es la de San Miguel, de estilo florido y compuesta de 2 cuerpos con varias arquivoltas separadas por finos juncos con exuberantes adornos vegetales y animales. 
En el interior, la capilla de San Bartolomé, de bóveda de crucería, posee una pila bautismal de fina labor ojival florida y la capilla de Santiago tiene un retablo plateresco. El claustro posee unos bellos arcos.

## Imaginería y elementos muebles
- Virgen gótica (siglo XV).
- Retablo de los Santos Juanes.
- Púlpito gótico.
- Pila bautismal (finales del siglo XV).
- Sepulcros góticos.
- Retablo plateresco de Santiago (principios del siglo XVI).
- Imagen de San Miguel Arcángel (atribuida a Diego de Siloé).
- Andas para la custodia (finales del siglo XVII).
- Tapices flamencos (finales del siglo XVII).
- Cajonería de la sacristía (siglo XVIII).